# Área de Protección de Flora y Fauna Cabo San Lucas
El Área de Protección de Flora y Fauna Cabo San Lucas es una zona protegida para la flora y la fauna ubicada en el municipio homónimo mexicanos de Los Cabos, en el estado de Baja California Sur. Fue nombrada como tal el 9 de agosto de 1973 y tiene una superficie de 3,996.04 hectáreas.
El objetivo de la reserva es proteger la porción sur del Golfo de California y conservar los recursos del área con énfasis en las múltiples especies consideradas endémicas o sujetas a una protección especial por la legislación mexicana, amenazadas o en peligro de extinción y aquellas de importancia económica actual y potencial. 
La mayor parte del área natural protegida está en superficie marítima (95 %), si bien se incluyen 208 hectáreas de superficie terrestre, inmediatas a la ciudad Cabo San Lucas; aunque la ciudad queda fuera del polígono de protección. Esta área natural protegida es considerada Patrimonio Natural por la Unesco, dentro del conjunto "Islas y áreas naturales protegidas del Golfo de California".

## Datos históricos
La zona fue habitada antaño por los pericúes, quienes habitaron esta y otras zonas de Baja California probablemente a partir del año 10,000 a. C. Específicamente en sur de Baja California Sur se desarrolló la "Cultura de las Plamas", grupos muy desarrollados en la producción de lanzas y recipientes, así como importantes productores de artículos con materias marinas como conchas y caracoles. 
Los habitantes antiguos de la zona eran grandes marineros conocidos como "playanos" que realizaban balsas, redes y arpones para aprovechar los productos marinos. Esto ha sido posible de documentar, gracias a los restos encontrados en la playa "El Médano". 
El 8 de abril de 1730 el jesuita Nicolás Tamaral fundó la misión de San José del Cabo Añuití, a partir de la cual se desarrolló la cabecera vecina de San José del Cabo, la cual atrajo diferentes pobladores, especialmente de extranjeros en el siglo XIX. A partir de entonces ha existido una población ininterrumpida en la zona, la cual aprovecha los productos marinos y a fechas recientes ha generado una importante cultura en el bioturismo. En 1925, una empresa estadounidense estableció una planta flotante para el aprovechamiento de atún, y tres años después se estableció la Compañía de Productos Marinos S.A., que fue la principal fuente de empleo de la población. 
El 9 de agosto de 1973, el presidente de México, Luis Echeverría, nombra por decreto presidencial a la zona como "Área de protección de flora y fauna Cabo San Lucas", destacando sus características de refugio submarino de especies.
El 50 de agosto del 2000 dejó de ser un área natural protegida, pero volvió a serlo el 3 de diciembre de 2004 pues los animales volivieron.

## Ubicación
El área natural protegida se encuentra aledaña a la localidad de Cabo San Lucas. La localidad y el municipio están comunicadas por carretera a San José del Cabo, y a La Paz, capital del estado de Baja California Sur, cuenta además con el Aeródromo Internacional de Cabo San Lucas y el Aeropuerto Internacional de Los Cabos.

## Flora y fauna
De acuerdo al Sistema Nacional de Información sobre Biodiversidad de la Comisión Nacional para el Conocimiento y Uso de la Biodiversidad (CONABIO) en el Área de Protección de Flora y Fauna Cabo San Lucas habitan más de 800 especies de plantas y animales de las cuales 50 se encuentra dentro de alguna categoría de riesgo de la Norma Oficial Mexicana NOM-059  y 13 son exóticas,
En la zona terrestre la vegetación dominante es de tipo matorral xerófilo mayormente de plantas suculentas. Entre las plantas visibles se puede ver palo verde azul (Parkinsonia florida), tronadora (Tecoma stans), y damiana (Turnera diffusa). También se reporta la presencia de las cactáceas Pachycereus sp y algunas especies de pitahayas Machaerocereus ssp.
Entre los mamíferos destaca el zorrillo manchado (Spilogale gracilis), coyote (Canis latrans), conejo (Oryctolagus cuniculus), liebre común (Lepus californicus), dos especies de murciélagos (Myotis californicus y M. fortidens), la ardilla gris (Sciurus aureogaster) y la rata canguro (Dipodomys merriami)
Las aves terrestres son múltiples, e incluyen cenzontle norteño (Mimus polyglottos), estornino pinto (Sturnus vulgaris vulgaris), colíbrí cabeza violeta (Calypte costae), carpintero del desierto (Melanerpes uropygialis), la paloma (Columba livia) y paloma aliblanca (Zenaida asiatica clara), así como la lechuza de campanario (Tyto alba). Entre las aves marinas destacan el pelícano café o pardo (Pelecanus occidentales), la gaviota común (Larus livens), gaviota ploma (Larus hermanni), tijereta o fragata magnífica (Fregata magnificens), tildillo de Wilson (Charadrius wilsonia), cormorán (Phalacrocorax auritus), zarapico (Cataptrophorus semipalmatus), pájaros bobos (Sula dactylatra californica), el gallito elegante (Sterna elegans) y el águila pescadora (Pandion haliaetus).
Entre los reptiles terrestres se puede observar víbora de cascabel bajacaliforniana (Crotalus enyo), culebra sorda toro (Pituophis melanoleucus), lagartija común (Petrosaurus thalassinus), lagartija cachora (Callisaurus draconoides), y el gecko común (Hemidactylus frenatus); así como una especie endémica de la zona, la lagartija escamosa de Hunsaker (Sceloporus hunsakeri). Los reptiles marinos son muy apreciados por su carisma, llegando a desovar en varias de las playas, destacan la tortuga golfina (Lepidochelys olivacea), tortuga laúd (Dermochelys coriacea), tortuga negra (Chelonia mydas agassizi), tortuga carey (Eretmochelys imbricata) y tortuga caguama (Caretta caretta).

Entre los peces se puede observar cardúmenes de marlin azul (Makaira nigricans), marlin rayado (Tetrapturus audax), pez vela (Istiophorus platyperus), pez espada (Xiphias gladius), dorado (Coryphaena hippurus), atún aleta amarilla (Thunnus albacares), jurel (Seriola lalandi), sierra (Scomberomorus sierra), pargo amarillo (Lutjanus argentiventris) y pez gallo (Nematistius pectoralis).
Sin embargo ninguna especie en la zona es más apreciada por los turistas como los lobos marinos (Zalophus californianus), quienes se agrupan en una colonia de más de 30 individuos, si bien hay abistamientos distintos. Otras especies representativas que visitan el área anualmente con fines reproductivos son: la ballena jorobada (Megaptera novaeangliae), la cual se reproduce en esta zona, la ballena gris (Eschrichtius robustus) y ballena azul (Balaenoptera musculus), y otros abistamientos menores o poco documentados de mamíferos marinos.

## Amenazas que afectan a la reserva
El estímulo económico que representa la demanda de servicios turísticos solicitados por los visitantes a la ciudad de Los Cabos aunado a la falta de control en el uso de los recursos ha generado mercados distorsionados con una sobre oferta de servicios; particularmente, en aquellos servicios asociados a la observación de los atributos naturales
(paseos en lancha de fondo de cristal, buceo autónomo, buceo con snorkel, kayak, etc.). Esta
situación representa una amenaza para los recursos naturales y genera conflictos en la zona. La zona más afectada se observa en el área del arco (emblema del área natural), en donde todo el año se desarrollan al mismo tiempo y sin ningún control diversas actividades (kayak, buceo, snorkel, lanchas con fondo de cristal, etc.). Toda la problemática se intensificó a raíz del crecimiento turístico de Los Cabos, y hoy en día se pueden ver en la zona incluso el arribo de grandes embarcaciones .